# Astragalus alopecuroides alopecuroides
Astragalus alopecuroides subsp. alopecuroides es una  subespecie de Astragalus alopecuroides, una planta de la familia de las leguminosas. Se encuentra en España.

## Descripción
Es una planta herbácea que alcanza un tamaño de 50 cm a 1 metro de altura, pilosa, con el tallo erecto, simple, grueso, con hojas imparipinnadas, con 15-20 pares de folíolos linear-oblongos, estípulas libres, lanceoladas, acuminadas: Las flores de un de color amarillo pálido, de gran tamaño (24-26 mm.) con numerosas cabezas globulares, apretadas, subsésiles, cáliz peludo, oblongo-tubular. Corola persistente.

## Taxonomía
Astragalus alopecuroides subsp. alopecuroides fue descrita por Linneo y publicado en Species Plantarum 2: 755, en el año 1753 (1 de mayo de 1753).
Sinonimia
- Astragalus africanus Bunge
- Astragalus alopecuroides var. glabrescens (Coss.) Fern.Casas
- Astragalus atlanticus (Ball) Ball
- Astragalus marianorum Sennen
- Astragalus narbonensis Gouan
- Astragalus narbonensis subsp. africanus (Bunge) Ball
- Astragalus narbonensis var. africanus (Bunge) Kuntze
- Astragalus narbonensis subsp. atlanticus Ball
- Astragalus narbonensis var. glabrescens Coss.
- Tragacantha alopecuroides (L.) Kuntze
- Tragacantha atlantica (Ball) Kuntze
- Tragacantha narbonensis (Gouan) Kuntze[4]